# Penicillium ilerdanum
Penicillium ilerdanum är en svampart som beskrevs av C. Ramírez, A.T. Martínez & Berer. 1980. Penicillium ilerdanum ingår i släktet Penicillium och familjen Trichocomaceae.   Inga underarter finns listade i Catalogue of Life.